# Lina kyrka
Lina kyrka är en kyrkobyggnad i stadsdelen Lina hage i Västertälje i västra Södertälje i Södermanland. Kyrkobyggnaden tillhör Södertälje församling i Strängnäs stift.

## Bakgrund
Tallius Myhrman arkitekter ritade byggnaden, som blivit mycket omtalad för sin vackra arkitektur. Bland annat publicerades en serie bilder av kyrkan i Arkitektur i Sverige 1995-1999. Träkyrkan uppfördes åren 1994–1995 och invigdes hösten 1995 av biskop Jonas Jonson.
Kyrkorummet har östvästlig orientering med kor i öster och ingång i väster. Väster om kyrkorummet finns ett kyrktorg. Genom att öppna vikväggar kan kyrkorummet förenas med kyrktorget. Norr och söder om kyrtorget finns församlingslokaler. Utanför byggnadens ingång finns en fristående klockstapel.
Lina kyrka var huvudkyrka i Västertälje församling. Där fanns bland annat församlingens expedition. Kyrkobyggnaden var också hemvist för större delen av församlingens verksamhet.

## Bildgalleri

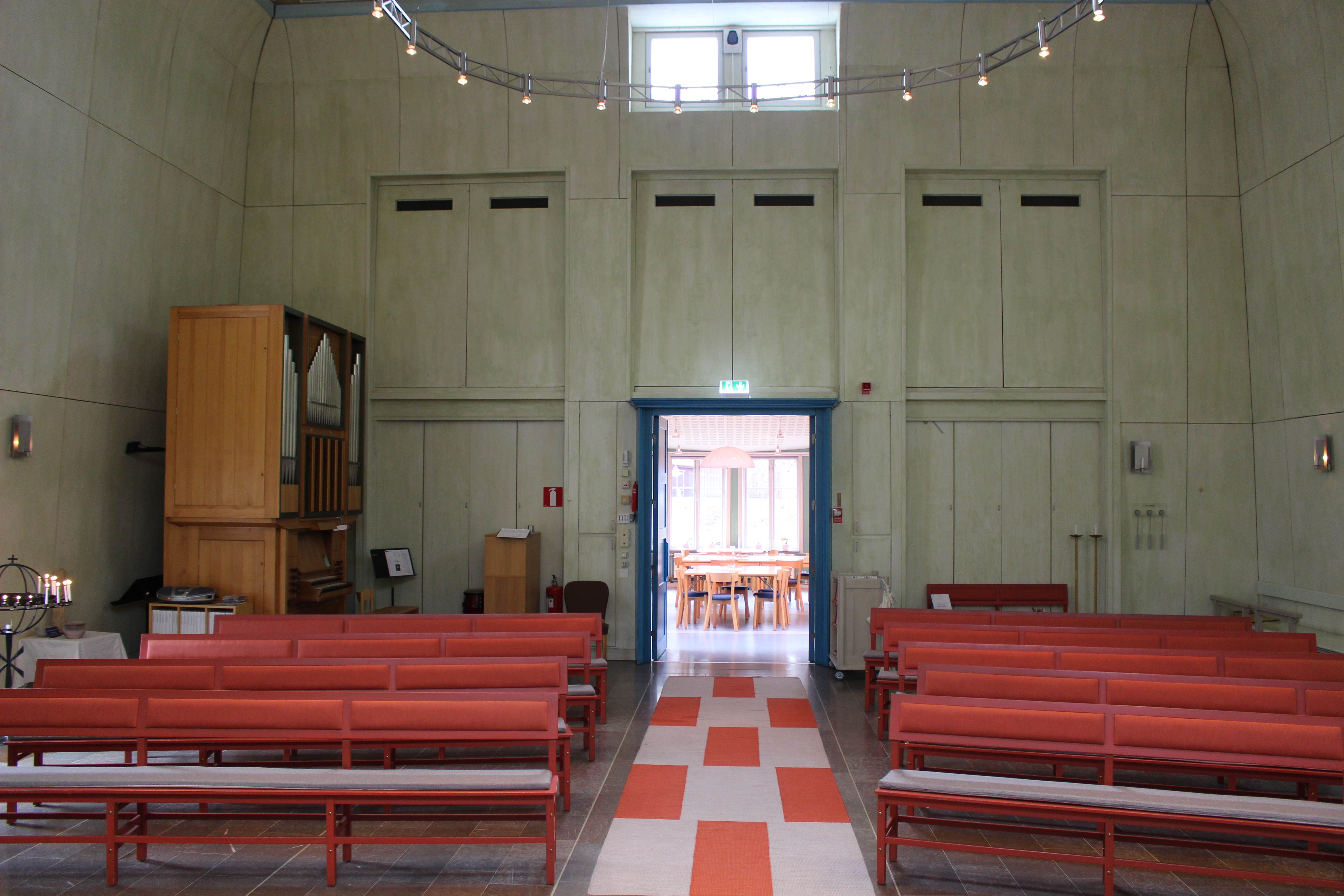
Kyrkorum mot väster
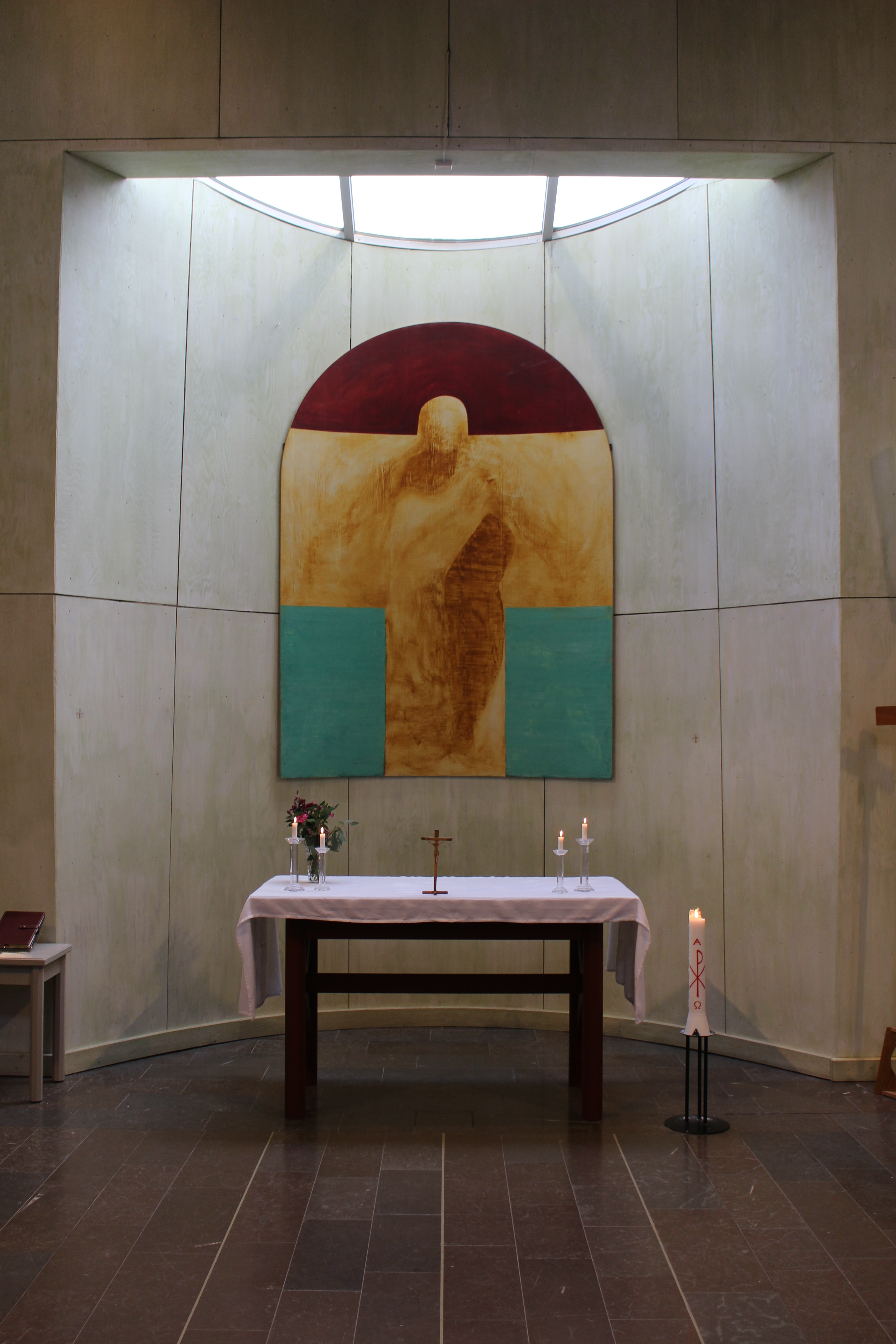
Kor med altare
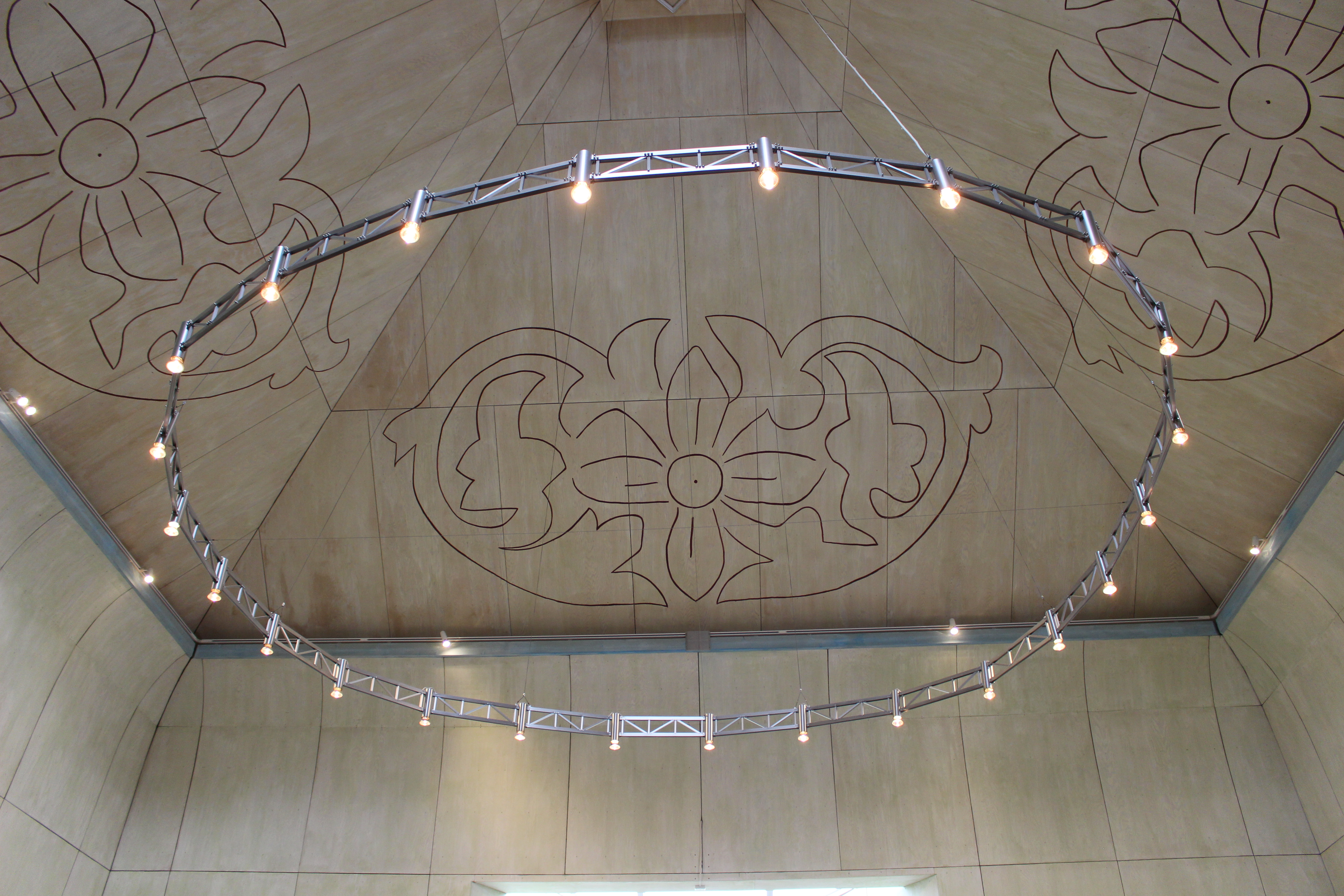
Tak med belysning
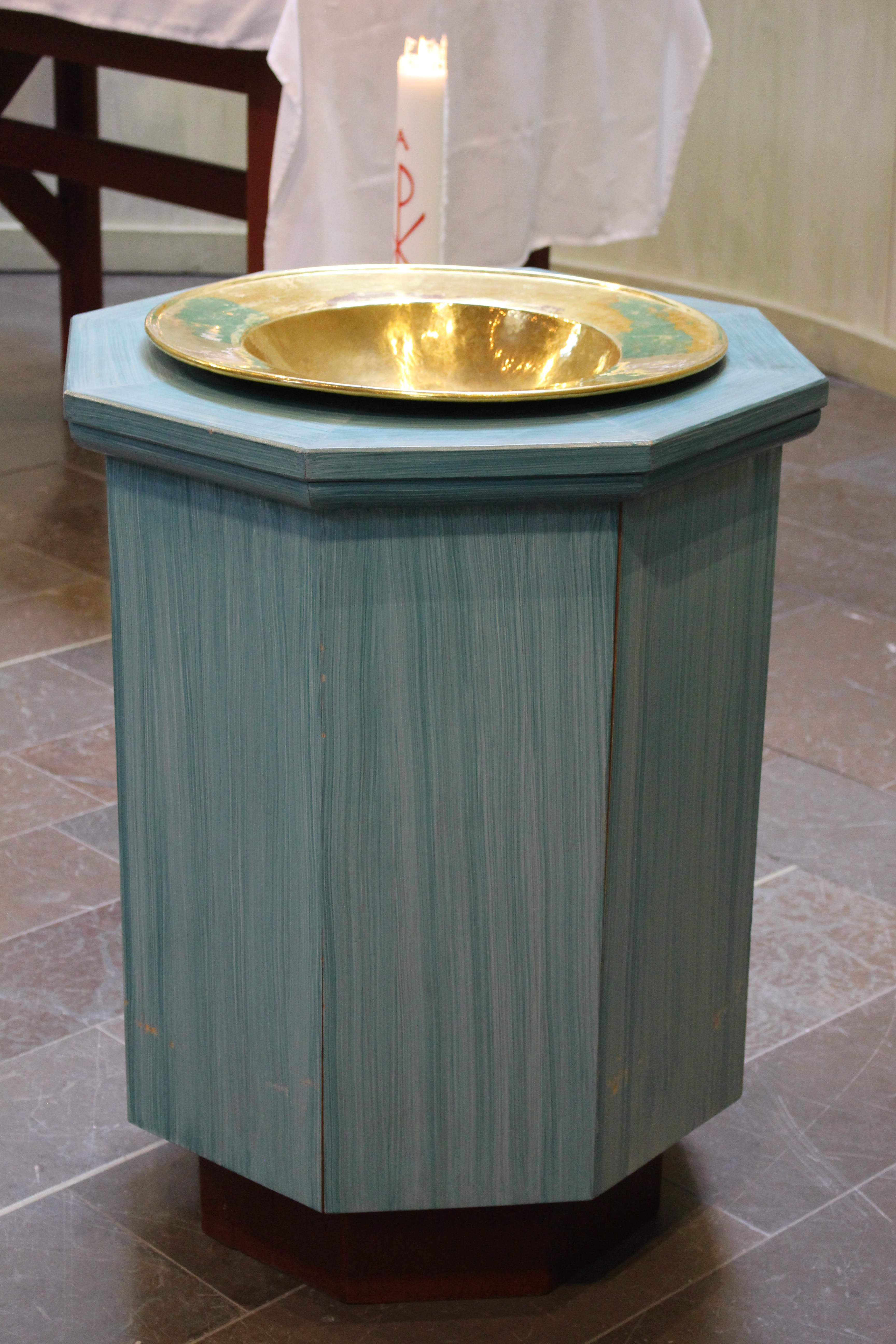
Dopfunt
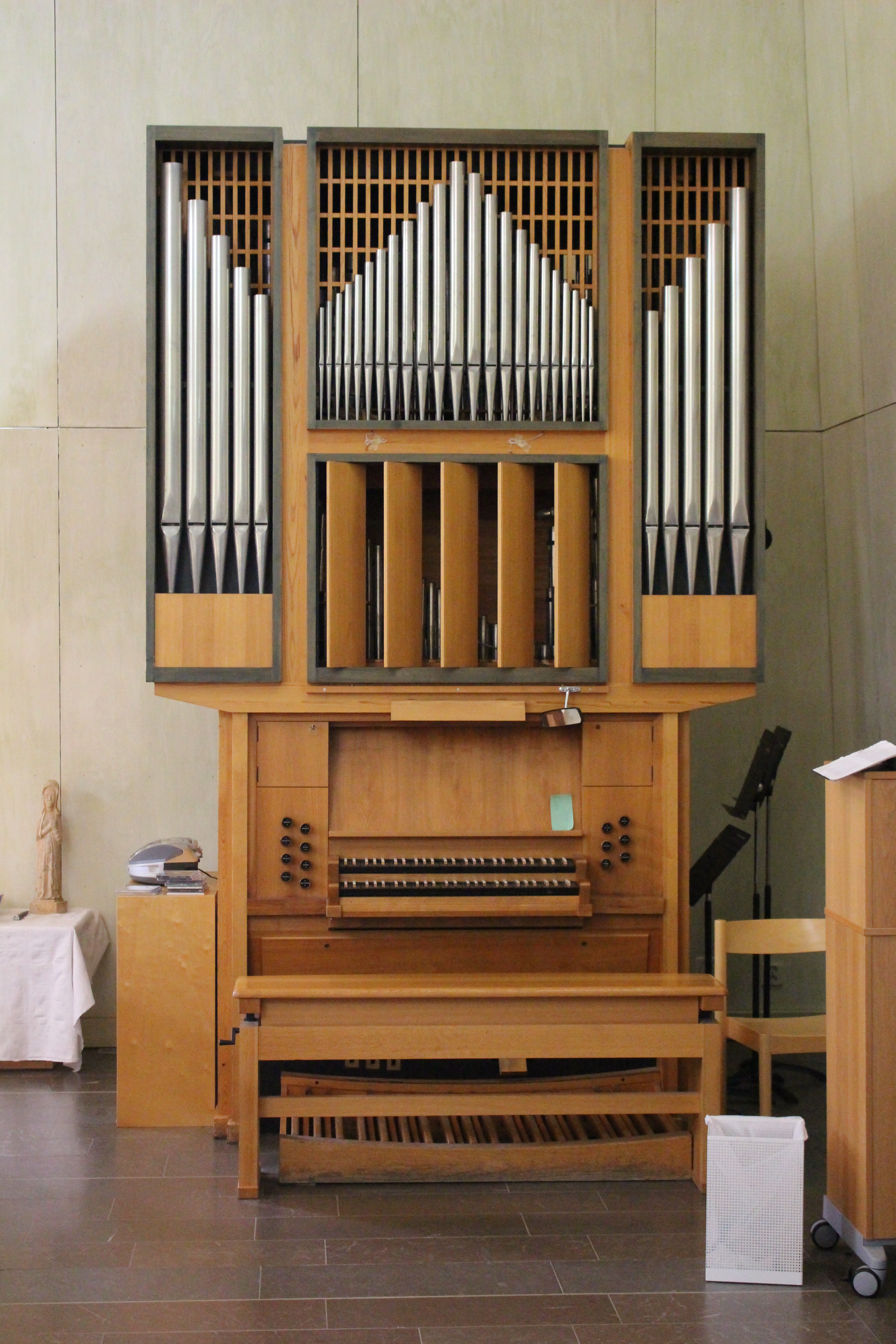
Orgel
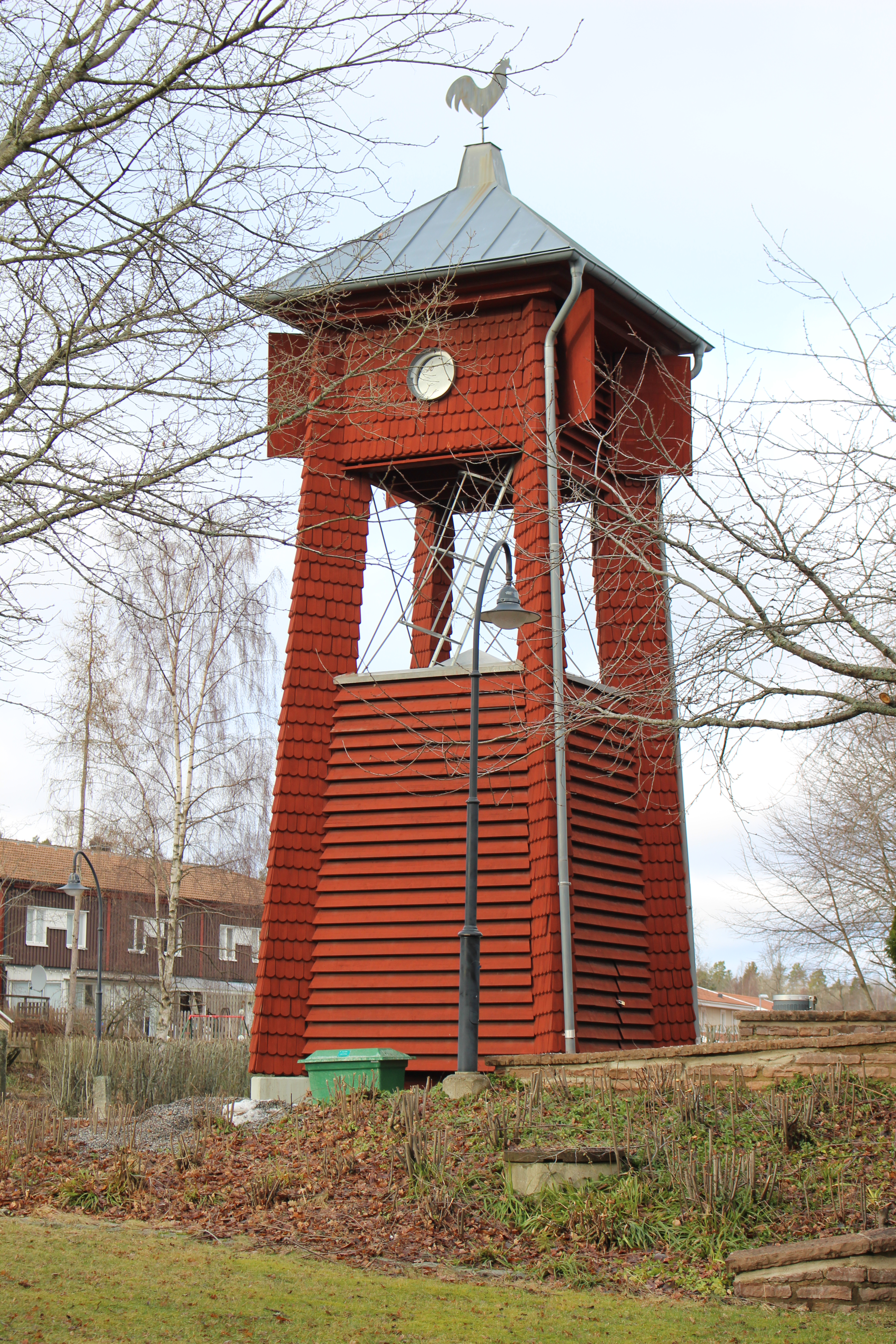
Klockstapel